# ديليب ميهتا
ديليب ميهتا (بالإنجليزية: Dilip Mehta)‏ هو مصور أخبار ومنتج أفلام وكاتب سيناريو ومصور وصحفي ومخرج هندي وكندي، ولد في 1952 في نيودلهي في الهند.

## وصلات خارجية
- ديليب ميهتا على موقع IMDb (الإنجليزية)
- ديليب ميهتا على موقع ألو سيني (الفرنسية)
- ديليب ميهتا على موقع أول موفي (الإنجليزية)
- ديليب ميهتا على موقع قاعدة بيانات الأفلام السويدية (السويدية)
- ديليب ميهتا على موقع قاعدة بيانات الفيلم (الإنجليزية)
- ديليب ميهتا على موقع كينوبويسك (الروسية)